# Alleghe
Alleghe település Olaszországban, Veneto régióban, Belluno megyében. Lakosainak száma 1100 fő (2023. január 1.). Alleghe Colle Santa Lucia, San Tomaso Agordino, Taibon Agordino, Rocca Pietore, Selva di Cadore és Val di Zoldo községekkel határos.

## Népesség
A település népességének változása:
| Lakosok száma | 1201 | 1194 | 1100 |
|               | 2017 | 2018 | 2023 |